# То дебне в мрака
„То дебне в мрака“ (разказ) е фантастичен хорър от Иван Атанасов. През 1995 г. разказът е отпечатан във вестник „Глас“ (брой 50/1995) и с тази публикация авторът се превръща в един от основоположниците на българския хорър. През 2000 г. „То дебне в мрака“ е публикуван отново, този път в списание „Зона F“ (брой 2/2000), а по-късно е включен в антологията „Ласката на мрака“ (Аргус, 2004) и в сборника „Рецепта за кошмари“ (Изток-Запад, 2018).